# Карін Обергофер
Карін Обергофер (нім. Karin Oberhofer, 3 листопада 1985) — італійська біатлоністка, призерка Олімпіади та чемпіонату світу.
Карін входить до складу збірної Італії з 2004 року, але тільки з 2008 виступає на етапах Кубку світу. Свій перший подіум, третє місце, вона здобула в жіночій естафеті на етапі в Контіолахті 2010 року. Бронзову медаль чемпіонату світу Карін отримала разом із подругами зі збірної Італії за естафетну гонку в Новому Месті-на-Мораві, Чехія, у лютому 2013 року.
На зимовій Олімпіаді 2014 року в Сочі Карін здобула в складі збірної Італії бронзову олімпійську медаль в змішаній естафеті. Після дискваліфікації Ольги Вілухіної в листопаді 2017 року вона також піднялася на третє місце в спринті.